# El Rastro

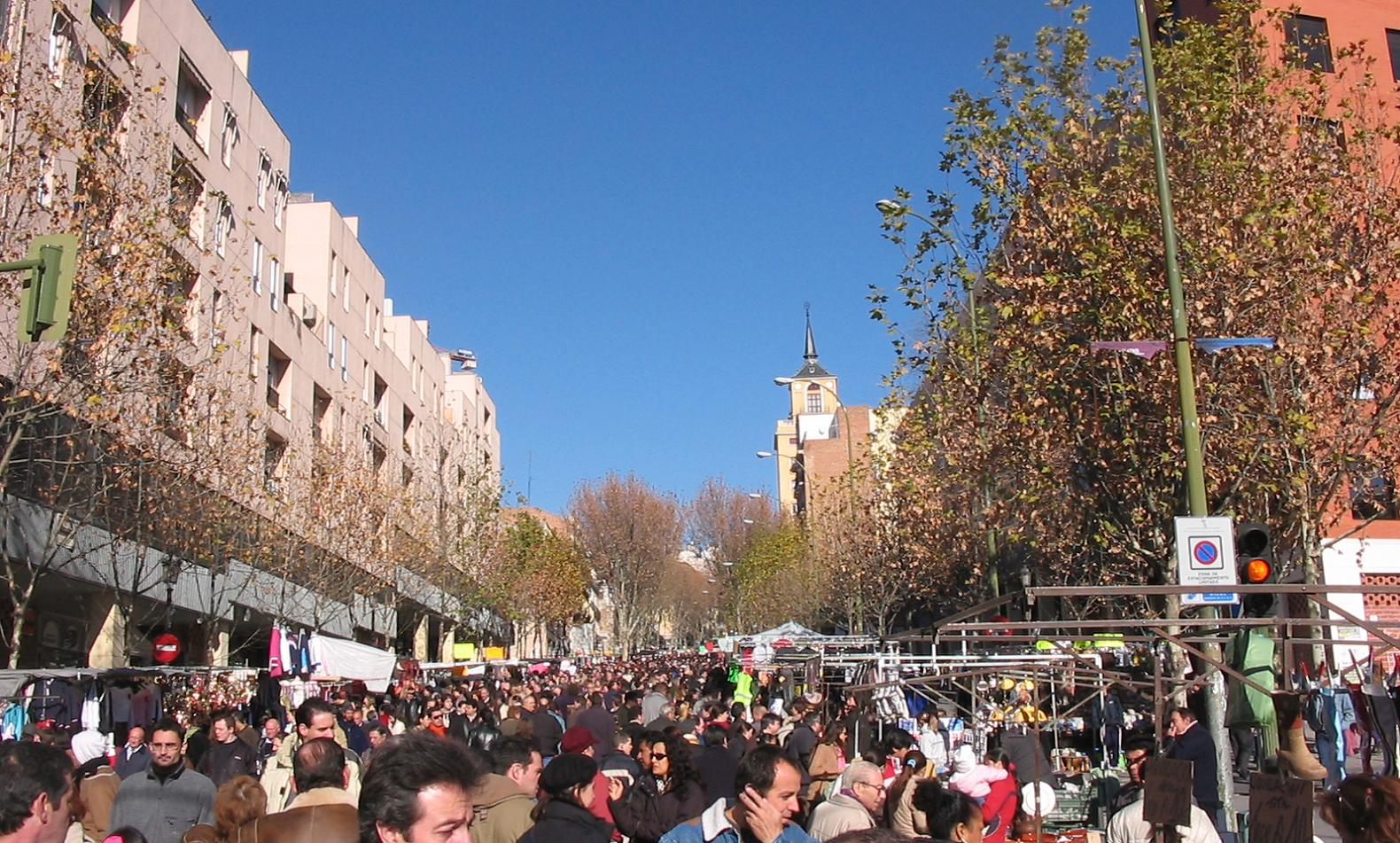
La Ribera de Curtidores, strada principale del Rastro di Madrid

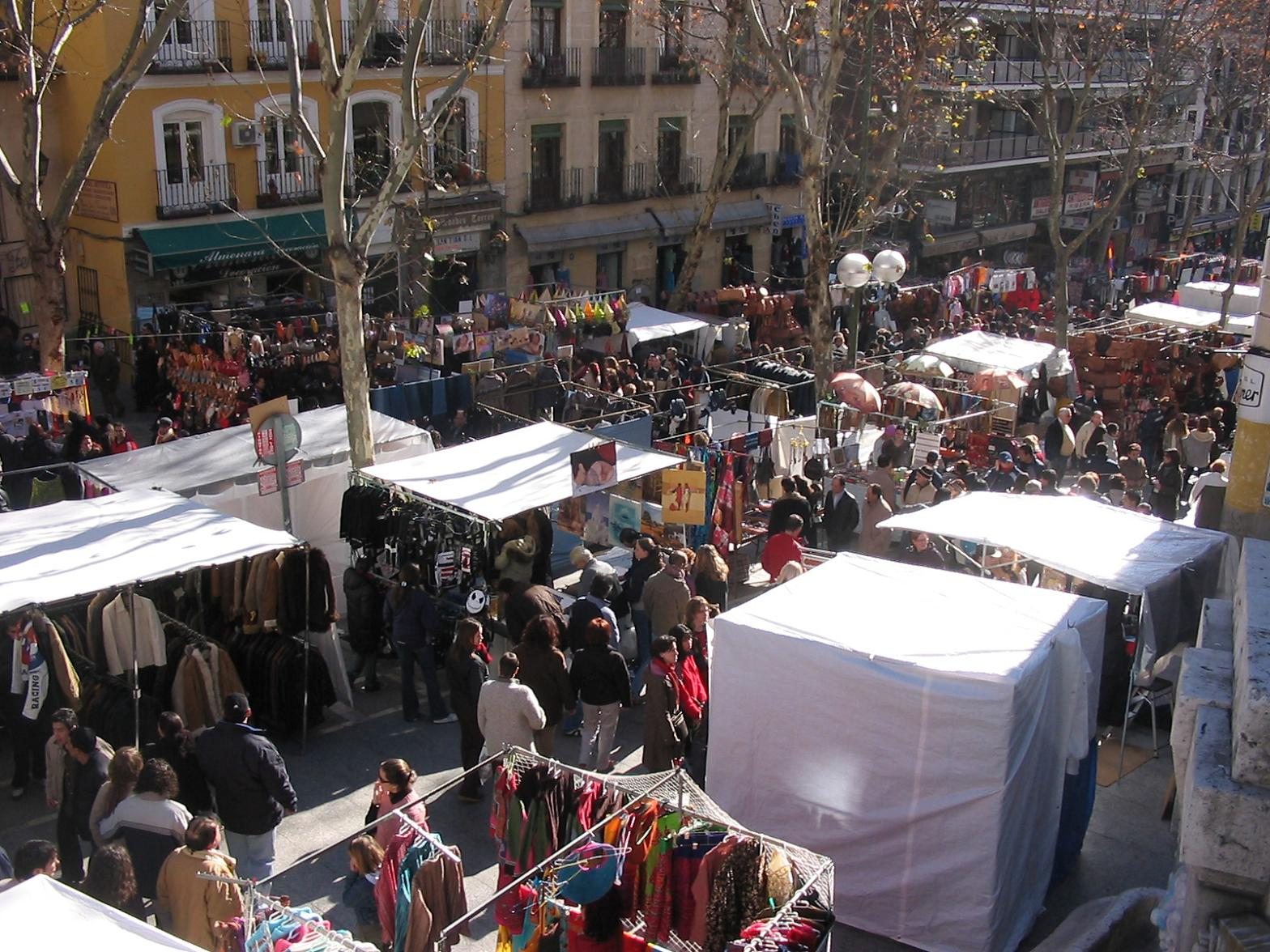
El Rastro a Gennaio 2005

El Rastro de Madrid o semplicemente El Rastro è un mercato all'aria aperta in origine per la vendita di oggetti di seconda mano che è aperta ogni domenica mattina e nei giorni festivi nel centro storico di Madrid.
Nacque nel 1740 intorno al «Matadero de la Villa»,  occupando i marciapiedi del pendio della strada Ribera de Curtidores del quartiere Lavapiés, come un piccolo mercato semiclandestino di vendita di oggetti usati.
È paragonabile ad altri mercati esistenti in altre città d'Europa come: Encantes a Barcellona, il Waterlooplein di Amsterdam, Portobello a Londra e il mercato di Porta Portese a Roma. El Rastro, nel 2000, superava i 3500 punti vendita.